# Randy Hahn
Randy Hahn (* in Edmonton, Alberta) ist ein kanadischer Sportkommentator für den US-amerikanischen Fernsehsender Comcast SportsNet Bay Area.
Hahn kommentiert für FSN Bay Area die Saison- und Playoffspiele der San Jose Sharks, einem Franchise der nordamerikanischen Profi-Eishockeyliga National Hockey League. Unterstützt wird er dabei durch den Ex-Trainer Drew Remenda.
Vor seiner Tätigkeit in San José arbeitete der Kanadier für die Los Angeles Kings, Vancouver Canucks und Edmonton Oilers. Zudem kommentierte er bei den Fußball-Weltmeisterschaften 1990 und 1994 für das US-amerikanische Fernsehen.

## Auszeichnungen
- 1999 Northern California Emmy Award in der Kategorie „On Camera Talent-Play by Play“
- 2002 Northern California Emmy Award in der Kategorie „On Camera Talent-Play by Play“
- 2006 Northern California Emmy Award in der Kategorie „On Camera Talent-Play by Play“